# Chiesa di Santa Maria della Visitazione

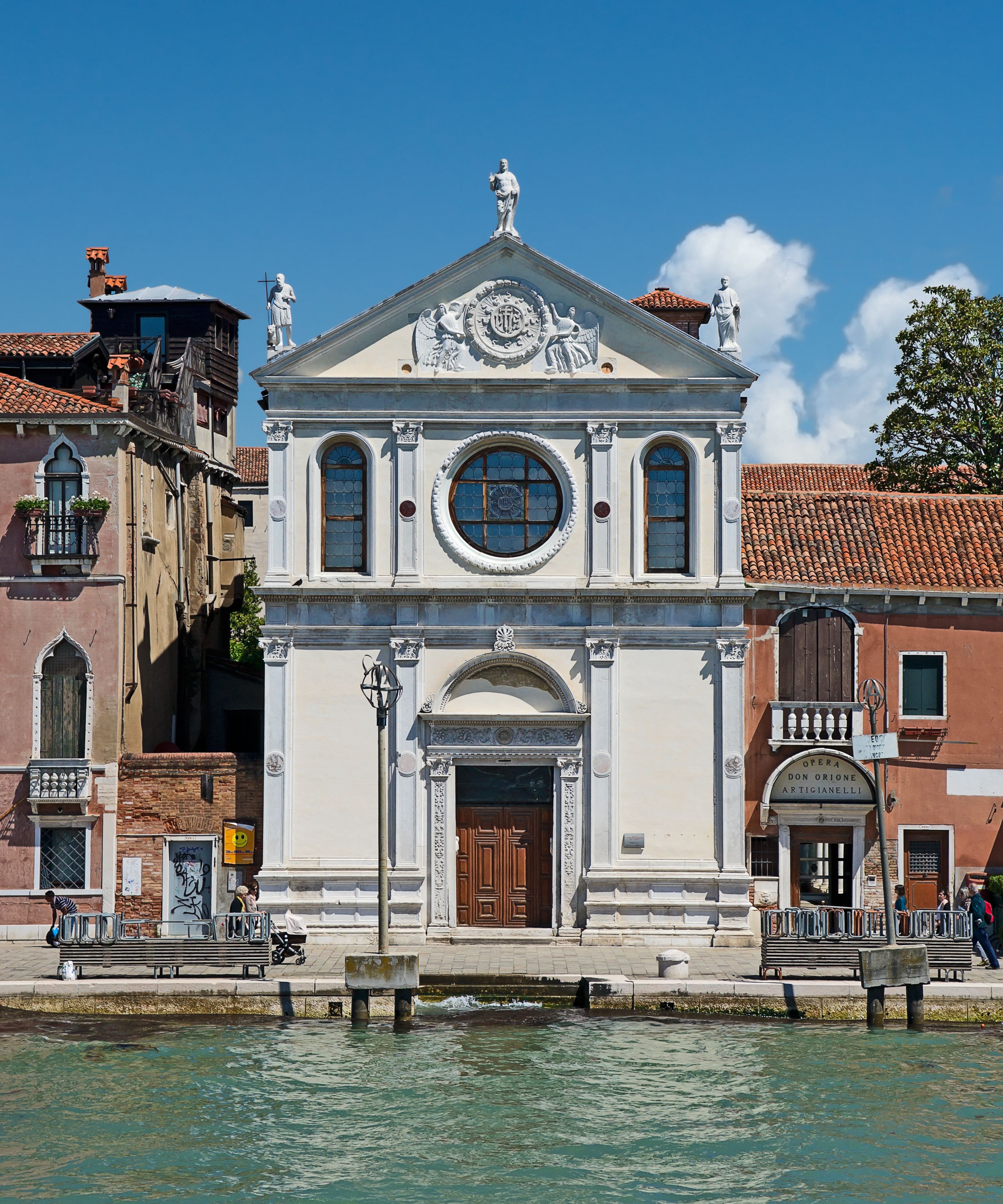

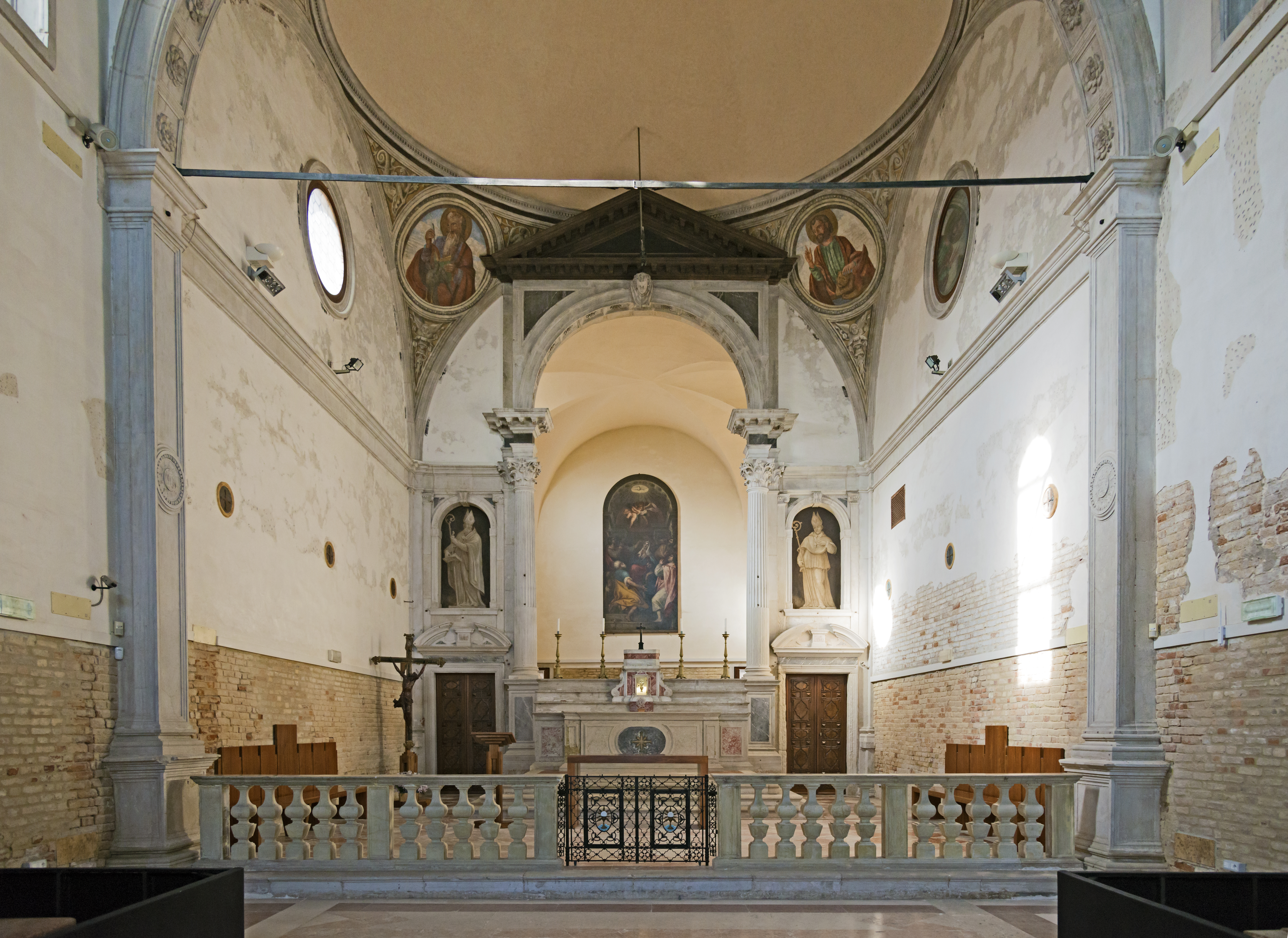

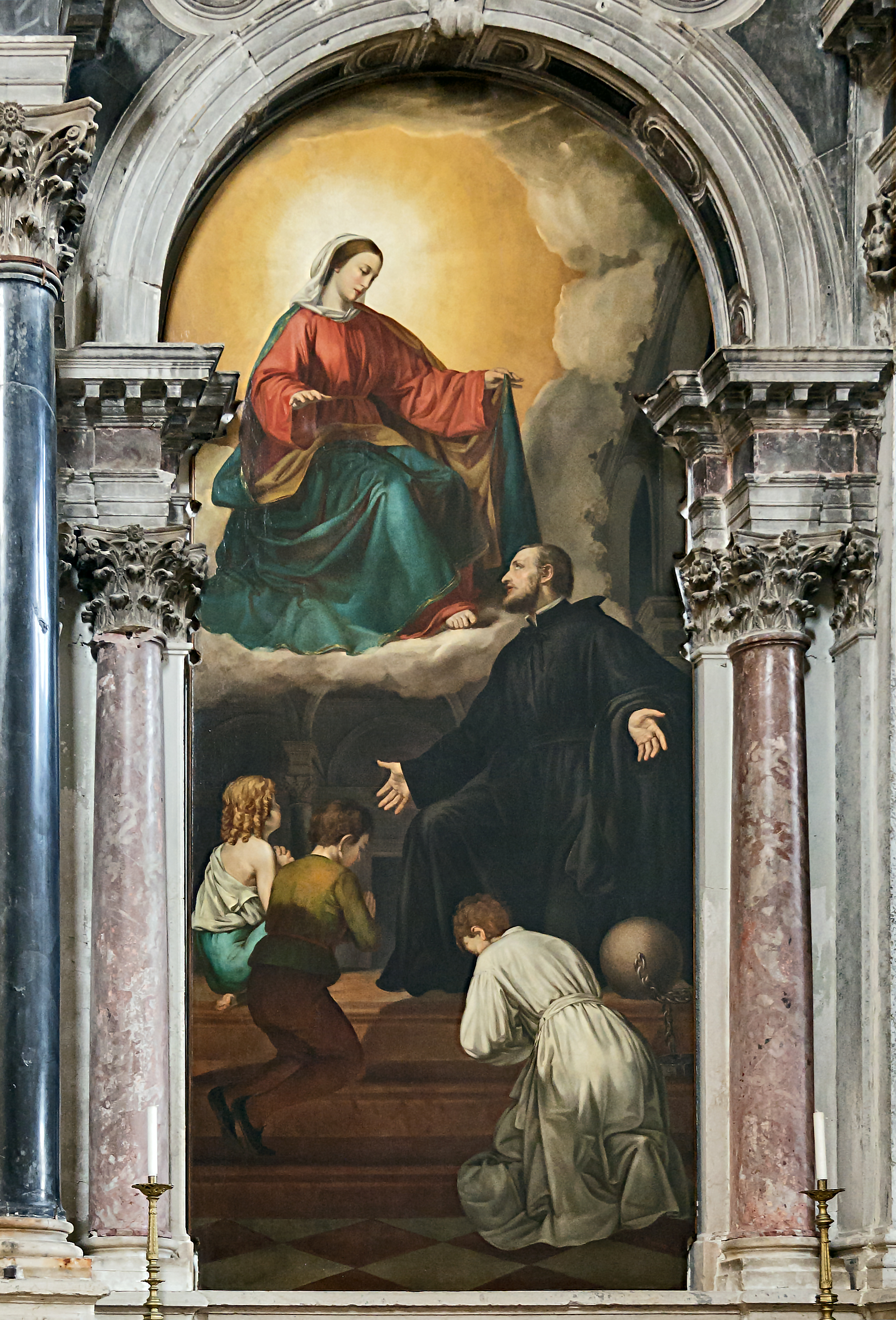
Girolamo Emiliani che affida alla Beata Vergine i suoi orfanelli van Alessandro Revera

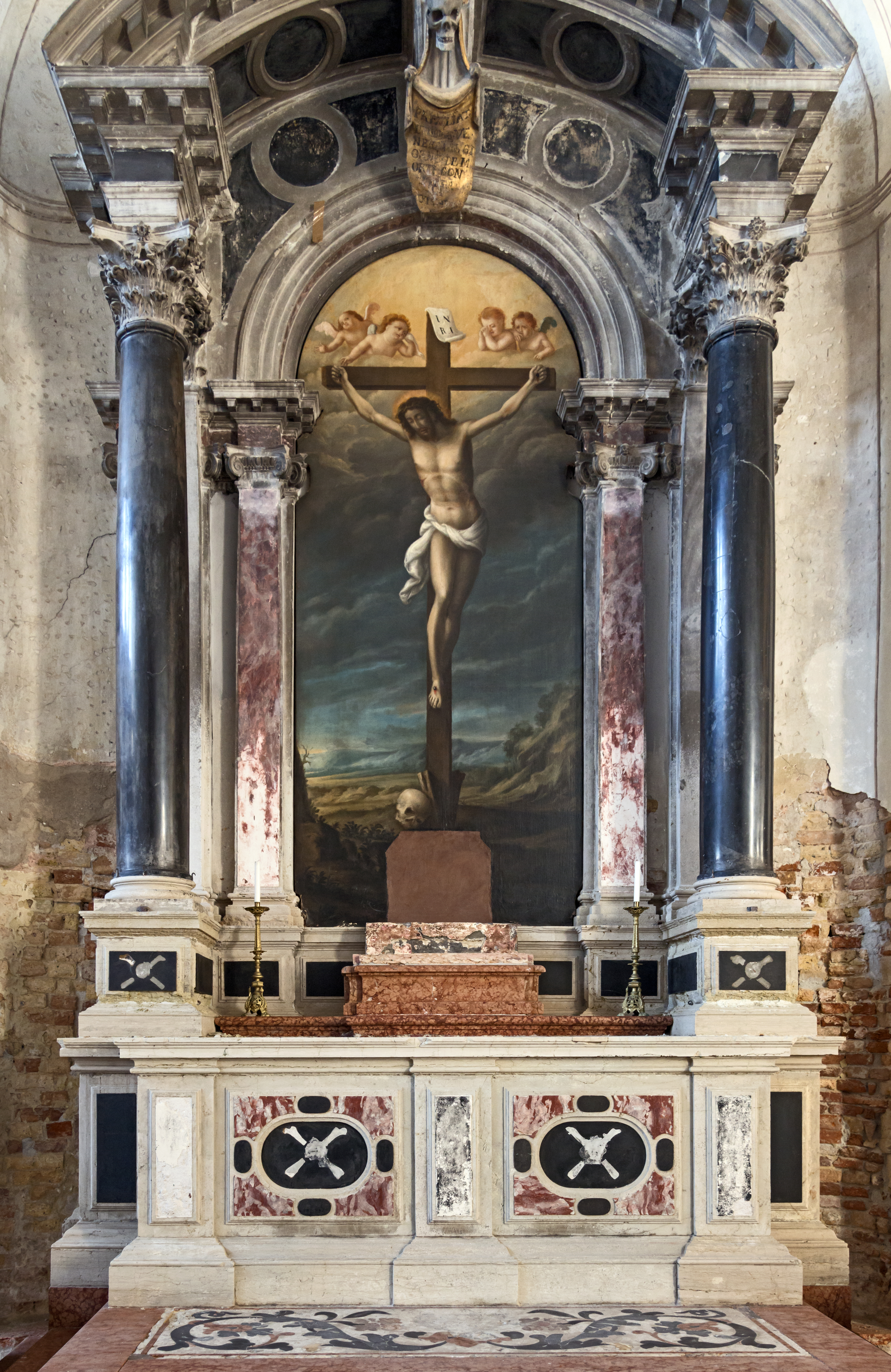
la Crocifissione van Nicolas Régnier

De Chiesa di Santa Maria della Visitazione, ook gekend als de Chiesa degli Artigianelli, is een katholieke kerk in de sestiere Dorsoduro in de Italiaanse stad Venetië. De kerk, aan de Fondamenta delle Zattere, de noordelijke kaai van het Canale della Giudecca, is gewijd aan Maria-Visitatie en werd tussen 1494 en 1504 gebouwd naar plannen van Francesco Mandello, initieel als de San Gerolamo dei Gesuati.

## Geschiedenis
De kerk werd oorspronkelijk gebouwd door de Gesuati (vertaald: Jesuaten), een religieuze orde, een derde orde van penitenten, die leefden naar de regel van Sint-Augustinus en oorspronkelijk bij hun oprichting in 1360 de Clerici apostolici Sancti Hieronymi (Klerken van Sint-Jeroen) genoemd werden. De Jesuaten waren aanwezig in Venetië sinds circa 1390 en hadden tussen 1494 en 1504 aangrenzend aan hun klooster de Chiesa di San Gerolamo dei Gesuati opgetrokken, de kerk die nu als de Chiesa di Santa Maria della Visitazione van Dorsoduro bekend is. De kerk, die er kwam met financiële steun van de doge Nicolò Marcello was de vervanging voor een eerder gebouwd oratorium intern in het klooster. De kerk werd ingewijd in 1524 door Giovanni de Amichetti OSM, titulair bisschop van Tiberias. Na de opheffing van de Gesuati-orde in 1668 door paus Clemens IX, kochten de Dominicanen kerk en klooster in 1669. Toen zij in 1724 zo'n 50 meter meer westwaarts ten opzichte van de San Gerolamo dei Gesuati de bouw startten van hun, grotere, kerk, de Chiesa di Santa Maria del Rosario, bleef de link met de Gesuati en werd hun nieuwe bouwwerk ook gekend als de Chiesa dei Gesuati. De Dominicanen brachten in 1750 heel wat van de kunstschatten van de kerk onder in de Gallerie dell'Accademia toen die dat jaar werd geopend, maar verhuisden ook werk naar hun nieuwe kerk, zoals het altaarstuk Crocifissione (De Kruisiging) van Tintoretto. Andere stukken bleven in de kerk, zoals de Pentecoste van Alessandro Varotari achter het hoofdaltaar en de Crocifissione van de Vlaamse schilder Nicolas Régnier achter een zij-altaar aan de linkerzijde en de Chiesa di San Gerolamo dei Gesuati werd door de Dominicanen herbruikt als een publiek te bezoeken bibliotheek, maar kwam bij de sluiting van het klooster in 1810 volgens decreet van Napoleon leeg te staan, wat leidde tot verval en beschadiging.
Rond het midden van de negentiende eeuw werd de kerk terug herbruikt als een kerk voor de weeskinderen die gehuisvest waren in het nabijgelegen voormalige klooster. Uit die tijd dateert de Girolamo Emiliani che affida alla Beata Vergine i suoi orfanelli van Alessandro Revera achter een zij-altaar van de rechterzijde. Na verschillende eigenaarswissels werd het in 1923 ingenomen door de in 2004 heilig verklaarde Italiaanse priester San Luigi Orione, die het opnieuw bleef gebruiken voor de religieuze cultus van zijn weeskinderen, genaamd "Artigianelli". Uit die periode stamt dan ook de oude naam van Chiesa degli Artigianelli. Een belangrijke restauratie volgde tussen 1994 en 1995, gefinancierd door overheid en privépartners.
In 2008 verhuisde de religieuze gemeenschap van San Luigi Orione naar het vasteland en sinds dan wordt de Santa Maria della Visitazione niet meer gebruikt voor religieuze functies. De kerk werd privébezit en is open voor het publiek ter gelegenheid van kunsttentoonstellingen of concerten.
Aan de zijkant van de kerk is nog steeds het kleine laat-15e-eeuwse klooster van de Gesuati, van waaruit men een zijperspectief krijgt op de nabijgelegen Chiesa di Santa Maria del Rosario, ook wel dei Gesuati genoemd, een 18e-eeuws bouwwerk van Massari. Van dezelfde architect is ook het grote klooster van de Dominicanen, bestaande uit twee gebouwen met twee interne kloostergangen, waarvan er één onvoltooid bleef door de dood van de architect op 20 december 1766. De twee gebouwen zijn verbonden met het oude klooster door een achttiende-eeuwse ovale trap, ook het werk van Massari, gerestaureerd begin 2011. In 1996 werd dit complex, met strikt behoud van de kloosterstructuur, omgevormd tot een cultureel centrum en een religieus huis van gastvrijheid. De ingang van de hele structuur bevindt zich in Rio Terà Foscarini, tegenover de Chiesa di Sant'Agnese.